# Beybienkoa bellendensis
Beybienkoa bellendensis är en kackerlacksart som beskrevs av Roth, L. M. 1991. Beybienkoa bellendensis ingår i släktet Beybienkoa och familjen småkackerlackor. Inga underarter finns listade.